# Кільце з П'єтроаси

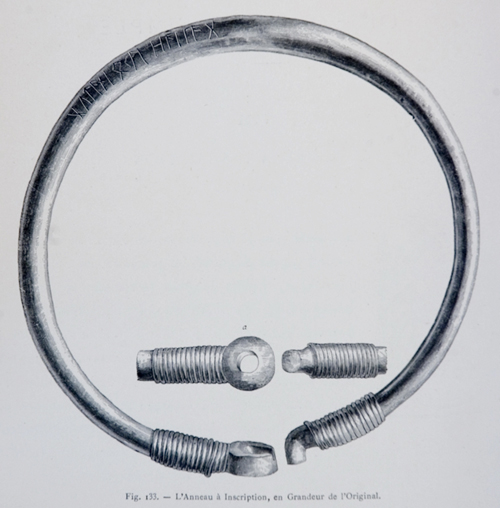
Кільце з П'єтроаси (малюнок Анрі Тренка, 1875).

Кільце з П'єтроаси (англ. Ring of Pietroassa або рум. Buzău torc) — кільце у вигляді шийної гривні, знайдене в кургані П'єтроаси (зараз П'єтроаселе), повіт Бузеу, південна Румунія (колишня Волощина), у 1837 році. Воно було частиною великого золотого скарбу (скарб з П'єтроаси), датованого між 250 і 400 роками нашої ери. Саме кільце, як найчастіше вважається, має римсько — середземноморське походження і має напис старшим футарком.
Кільце з написом залишається предметом значного наукового інтересу, є низка теорій щодо його походження, причини поховання та датування. Напис, якому було завдано непоправної шкоди невдовзі після його виявлення, вже не може бути прочитаний з упевненістю, тому робляться різні спроби реконструкції та інтерпретації. Нещодавно, однак, з'явилася можливість реконструювати пошкоджену ділянку за допомогою нововиявлених зображень кільця у його вихідному стані. Загалом кільце з написом може дати розуміння природи дохристиянської язичницької релігії готів.

## Історія

### Походження

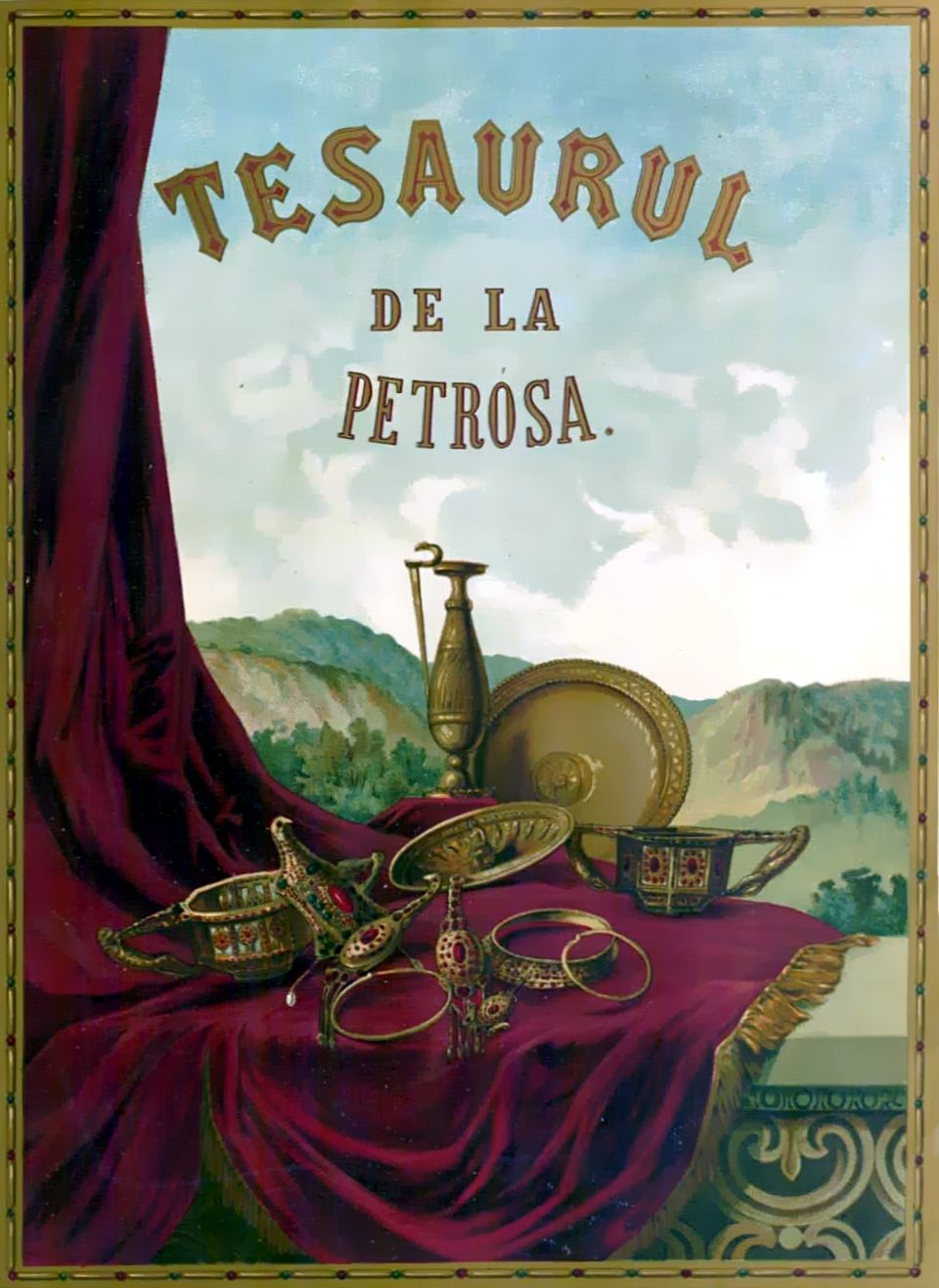
Плакат із зображенням скарба з П'єтроаси, частиною якого є кільце з написом.

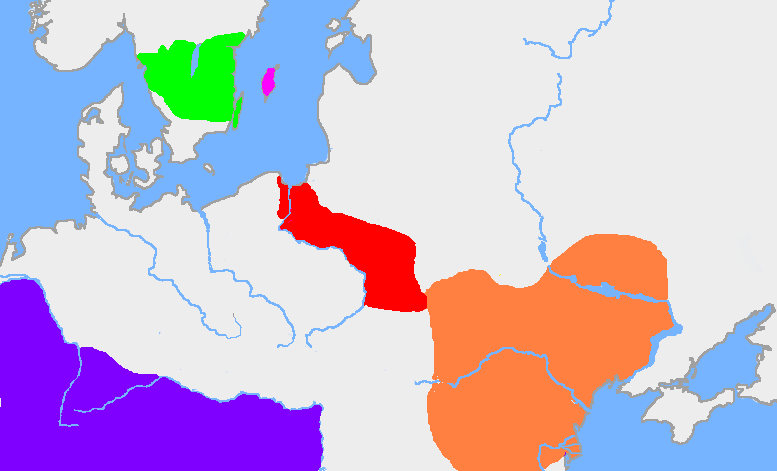
Вельбарська культура, початок 3 ст.
Черняхівська культура, початок 4 ст.
Римська імперія

Оригінальний скарб, виявлений у великому кільцевому кургані, відомому як пагорб Істриця біля П'єтроаселе в Румунії, складався з 22 предметів, які включали асортимент із золотих судин, тарілок і чашок, а також ювелірних виробів, зокрема двох кілець з написами. Коли скарб тільки виявили, предмети були знайдені склеєними чорною масою, що призвело до припущення, що скарб міг бути покритий якимось органічним матеріалом (наприклад, тканиною або шкірою) до того, як його заховали. Загальна вага знахідки склала приблизно 20 кг (44 фунт.).
Десять предметів, серед яких одне з кілець із написом, було викрадено невдовзі після виявлення скарбу. А коли вкрадені предмети були знайдені, виявилося, що кільце було розрізано щонайменше на чотири частини ювеліром з Бухареста, при цьому один із символів напису був пошкоджений до ступеня нерозбірливості. На щастя, детальні креслення, зліпок і фотографія кільця, зроблені лондонським Товариством Арунделя до його пошкодження, збереглися, і природу втраченого символу можна встановити з відносною впевненістю.
Решта предметів скарбу демонструють високу якість виконання, тож учені сумніваються в їхньому місцевому походженні. Тейлор (1879), в одній із ранніх робіт, присвячених знахідці, припускає, що предмети могли бути частиною награбованого готами під час набігів на римські провінції Мезія і Фракія (238—251). Інша теорія, ймовірно, вперше запропонована Одобеску (1889) і знову піднята Джураску (1976), визначає Атанаріха, конунга готських Тервінгів, як ймовірного власника скарбу, який, ймовірно, отримав його в результаті конфлікту з римським імператором Валентом 369 року. У каталозі Гольдхейма (1994) припускають, що предмети можуть також розглядатися як подарунки, зроблені Римськими лідерами союзним германським вождям.
Останні мінералогічні дослідження предметів скарбу вказують щонайменше на три географічно розрізнених регіони походження золотої руди: Південний Урал, Нубія (Судан), і Персія. Місцеве дакійське походження руди було виключено. Хоча Кожокару (1999) відкидає можливість, що римські імперські монети були переплавлені для виготовлення деяких предметів, Константінеску (2003) дотримується протилежного висновку.
Порівняння мінералогічного складу, техніки виплавки та кування, а також попередній типологічний аналіз вказують на те, що золото, з якого виготовлено кільце з написом, класифікується як кельто-германське, не є ані таким чистим, як греко-римське, ані таким легованим, як у поліхромних германських об'єктах. Ці результати, схоже, вказують на те, що принаймні частина скарбу — включно з кільцем із написом — складалася із золотої руди, видобутої далеко на північ від Дакії і отже, могло представляти предмети, які перебували у володінні готів до їхньої міграції на південь (див. Вельбарська культура, Черняхівська культура). Хоча це може поставити під сумнів традиційну теорію про римсько-середземноморське походження кільця, необхідні подальші дослідження, перш ніж можна буде остаточно визначити походження матеріалу, використаного для його виготовлення.

### Причини поховання
Як і у більшості знахідок такого типу, залишається незрозумілим, чому предмети були поміщені в курган, хоча є кілька правдоподібних версій. Тейлор стверджує, що кільцеподібний курган, в якому ці предмети були знайдені, ймовірно, знаходиться на місці язичницького храму, і на основі аналізу напису, що зберігся, можна припустити, то вони були частиною вотивного скарбу. Щоправда ця теорія значною мірою ігнорується пізнішими дослідженнями. Зокрема, Лойенга (1997) зазначає, що всі інші предмети в скарбі мали певний обрядовий характер. Особливої уваги заслуговує в цьому зв'язку фіала, або таріль для рідини, прикрашена зображеннями (швидше за все германських) божеств.
Прихильники теорії про особистий скарб Атанаріха припускають, що золото було закопано в спробі приховати його від гунів, які перемогли готське плем'я гревтунів на північ від Чорного моря і почали рухатися в бік Дакії близько 375 року. Однак залишається незрозумілим, чому золото так і залишилося закопаним, адже договір Атанаріха з Феодосієм I (380) дозволив йому взяти своїх одноплемінників під захист римського правління до його смерті в 381 році. Інші дослідники припустили, що скарб належав правителю остготів Русу (1984) або Гайну, готському полководцю римської армії, який був убитий гунами близько 400 року. Хоча ця версія допомогла б пояснити, чому скарб залишився закопаним, вона не може дати відповідь на питання, чому очевидний кільцевий курган був обраний місцем для приховування такого великого та цінного скарбу.

### Датування
Були запропоновані різні версії про час поховання скарбу, які багато в чому ґрунтуються на походженні предметів, манері поховання та написі на кільці. Тейлор говорить про діапазон від 210 до 250. У пізніших дослідженнях вчені пропонували трохи пізніші дати: прихильники теорії Атанаріха припускають кінець 4-го століття, а дослідники Константинеску і Томеску вказують на початок 5 століття.

## Напис

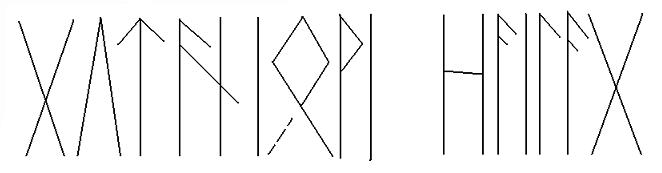
Відтворення рунічного напису з кільця з П'єтроаси.

### Реконструкція та інтерпретація
На золотому кільці є рунічний напис («старший Футарк»), причому 7 символ (ймовірно ᛟ /o/) був в основному знищений коли кільце було розрізано викрадачами навпіл. Пошкоджена руна була об'єктом ряду наукових дискусій і по-різному інтерпретувалася як ᛃ /j/ (Reichert 1993, Nedoma 1993) або, можливо, ᛋ /s/ (Looijenga 1997). Якщо ґрунтуватися на фотографії товариства Арунделя, то напис спочатку звучав так:
gutaniowi hailag
ᚷᚢᛏᚨᚾᛁᛟᚹᛁ ᚺᚨᛁᛚᚨᚷ
Такого прочитання дотримувалися ранні дослідники, зокрема Тейлор, який перекладає «присвячений храму готів», і Дікулеску (1923), який перекладає «священний (гот. ᚺᚨᛁᛚᚨᚷ, латиніз. hailag, що походить від прагерманського *hailagaz) для Йова (ō-wī(h), тобто Тора) готів». Düwel (2001), коментуючи це ж читання, пропонує тлумачити ᛟ як вказівку на ō[þal] таким чином:
gutanī ō[þal] wī[h] hailag
Це, слідом за Краузе (1966), перекладається як «священна (і) недоторканна спадщина готів». Інші дослідники інтерпретують ᛟ як вказівку на жіноче закінчення: Джонсен (1971) перекладає «священна реліквія (= [вівтарне] кільце) Gutaniō»; Крогманн (1978), читаючи ᛗ /m/ як ᚹᛁ /wi/, перекладає «присвячений Готським Матерям (= жіночим духам-охоронцям готів)»; Антонсен (2002) перекладає «Святиня готських жінок/жінок-воїнів». Looijenga (1997) інтерпретуючи пошкоджену руну як ᛋ /s/, читає:
gutanīs wī[h] hailag
Вона коментує, що gutanīs слід розуміти як ранню форму готського gutaneis, «готський», а wī[h] — як раннє готське weih (гот. 𐍅𐌴𐌹𐌷𐍃, латиніз. weih), «святилище». Після цього прочитання вона перекладає весь напис «Готське (об'єкт). Cвятилище». Райхерт (1993) припускає, що пошкоджену руну також можна прочитати як ᛃ /j/, і інтерпретує її як представник j[ēra], таким чином:
gutanī j[era] wī[h] hailag
Райхерт перекладає це як готів (gutanī) «добрий» рік (j(era)), священний (wī(h)) «і» недоторканний (hailag). Хоча Дювель (2001) висловив сумніви щодо значення такого твердження, Нордгрен (2004) підтримує тлумачення Райхерта, вважаючи, що кільце пов'язаний із сакральним королем у його ролі забезпечення рясного врожаю (представленим ᛃ jera). Піпер (2003) читає пошкоджену руну як ᛝ /ŋ/, наступним чином:
gutanī [i(ng)] wi[n] hailag
Він перекладає це «[до] Інґвіну готовий. Свято.»

### Значення
Незважаючи на відсутність консенсусу щодо точного значення напису, вчені, схоже, погоджуються, що його мова є певною формою готської мови і що намір, який стояв за ним, був релігійним. Тейлор інтерпретує напис як явно язичницький за своєю природою і такий, що вказує на існування храму, якому кільце було вотивною пожертвою. Він виводить дату поховання (210—250 рр.) з того факту, що християнізація готів уздовж Дунаю, як правило, вважається майже завершеною через кілька поколінь після їхнього прибуття туди у 238 році. Хоча язичництво серед готів пережило початкову фазу навернення у 250—300 роках — як показує мученицька смерть навернених християнських готів Вереки, Батвіна (370 р.) і Саббаса (372 р.) від рук корінних язичників (в останньому випадку Атанаріха) — воно значно ослабло в наступні роки, і ймовірність такого поховання була б значно меншою.
МакЛеод і Мієс (2006), слідом за Мієсом (2004), припускають, що це кільце могло являти собою «храмове кільце» або «священного клятвеного кільця», існування яких у язичницькі часи задокументоване у давньоскандинавській літературі та археологічних знахідках. Більше того, як вони припускають, напис міг бути доказом існування поклоніння «матерям-богиням» серед готів, що перегукується з добре задокументованим поклонінням «богиням-матерям» в інших частинах германської Півночі. МакЛеод і Мієс також пропонують, щоб поява обох загальногерманських термінів, що позначають «святість» (wīh і hailag), може допомогти прояснити різницю між двома поняттями в готській мові. Вони припускають, що кільце вважалося святим не тільки через його зв'язок з одним або декількома божествами, але й саме по собі.